# Zoskales
Zoskales (c. 100) fou un antic rei de la Banya d'Àfrica. El seu reialme es creu que inclogué el Regne d'Axum.

## Història
El Periple de la Mar Eritrea esmenta Zoskales com el dirigent del port d'Adulis.
Com a mínim, el més recent essent Henry Salt, alguns acadèmics, inclòs Sergew Hable Sellassie i Y. M. Kobishchanov, han identificat Zoskales amb Za Haqala, que apareix en les llistes reials d'Etiòpia, on s'especifica que governà durant 13 anys, entre els reis Za Zalis i Za Dembalé. G.W.B. Huntingford, per contra, opina que no hi ha prou informació com per concloure-ho en aquest sentit. Segons Huntingford Zoskales seria rei d'un petit regne, el poder del qual estaria limitat només a Adulis. Es creu que Zoskales va ser el primer rei d'Axum. És conegut, principalment, pels territoris que conquerí per Aksum. Aquestes possessions inclouen pobles al llarg del Mar Roig, el Nil Blau i el sud-oest d'Aràbia (actualment Iemen).